# Sellonhuippu
Sellonhuippu est une tour d'habitation construite dans le quartier de Leppävaara à Espoo d'Helsinki en Finlande,.

## Description
Achevée en octobre 2011, la tour résidentielle Sellonhuipu est construite  au centre de Leppävaara, à côté du centre commercial Sello.
La tour de 16 étages abrite 151 appartements.
Les résidents ont accès aux quatre saunas au dernier étage, à un salon commun et à une terrasse sur le toit.
Chaque appartement a un balcon vitré.
Des établissements d'enseignement de divers degrés sont accessibles à pied.
Des liaisons en train relie le centre commercial Sello et Leppävaara avec le centre-ville d'Helsinki et en bus vers différents quartiers d'Espoo.
Depuis les arrêts du Kehä I, des bus circulent jusqu'à l'Itäkeskus.
Les copropriétaires de Sellonhuipu sont Elo, Ilmarinen et Keva.